# Tratado de Stettin
El Tratado de Stettin (Szczecin) trajo a su fin la Guerra Nórdica de los Siete Años al ser firmado el 13 de diciembre de 1570. En julio de 1570, Maximiliano II de Habsburgo, emperador del Sacro Imperio Romano Germánico inició un congreso en Stettin, con el ánimo de terminar con el estado de guerra entre Lübeck, Suecia y Dinamarca. 
Suecia fue forzada a pagar 150.000 riksdaler por el rescate de la fortaleza de Älvsborg (Gotemburgo). La Unión de Kalmar fue formalmente disuelta y el rey danés renunció a todos sus derechos sobre el trono sueco. Por su parte, Suecia reconoció por primera vez a Noruega, Escania, Blekinge y Halland como provincias danesas. Asimismo, un tratado fue firmado con Lübeck. Las disputas respecto a los emblemas de las tres coronas quedó sin resolver y se convirtió en fuente de posteriores conflictos.
La República de las Dos Naciones, mantiene Curlandia.
El Zarato ruso la ciudad de Tartu, aunque la tiene que entregar a Polonia por la Paz de Jam Zapolski en 1582.
- Datos: Q703763